# Defa-spektrum

Logo von defa-spektrum

Die defa-spektrum GmbH wurde am 17. Februar 2006 als Tochterfirma der DEFA-Stiftung gegründet. Ihre Hauptaufgabe war der Vertrieb der von der DEFA-Stiftung verwalteten Dokumentarfilmarchive. Ende 2012 wurde die defa-spektrum GmbH aufgelöst.

## Archive
Zum Archivbestand gehören derzeit Materialien aus dem Zeitzeugen-Archiv Thomas Grimm, dem Cintec-Archiv, die Filme des Ministeriums für Auswärtige Angelegenheiten der DDR, Produktionen der DEFA-Stiftung und Filme, die in Zusammenarbeit der Studio Babelsberg AG, der Icestorm Entertainment und der DEFA-Stiftung produziert wurden. Diese einzigartige Sammlung beinhaltet Interviews und Dokumentationen, die in unterschiedlicher Weise mit der Geschichte der DDR in Verbindung stehen. Sie umfasst ca. 10 000 Stunden Material, welche ein individuelles Zeugnis menschlicher Erfahrung sind und die ereignisreichen Jahrzehnte des letzten Jahrhunderts in einem einzigartigen Facettenreichtum widerspiegeln.

### Zeitzeugen-Archiv Thomas Grimm
Im Zeitzeugen-Archiv Thomas Grimm kommen Menschen zu Wort, die in Interviews ihre eigene, ganz persönliche Geschichte schreiben.
Es sind bekannte Persönlichkeiten aus Politik und Gesellschaft, genauso wie gewöhnliche Personen, die ihre spannenden Erfahrungen aus der Zeit der Weltkriege, der deutschen Teilung und Wiedervereinigung erzählen. Die Subjektivität der Oral History setzt hier Kontrapunkte zur tradierten faktischen Geschichtsschreibung.

### Cintec-Archiv
Das Cintec-Archiv umfasst vor allem die Jahre um die Zeit des Mauerfalls. Die Situation an der Mauer vor der Wiedervereinigung wird zumeist aus westdeutscher Sicht eingefangen und beschreibt die Stimmung im geteilten Deutschland. Der Großteil der Dokumentationen hält die einzelnen Schritte des Zusammenwachsens nach der Öffnung der Mauer fest: die Emotionen der Menschen beim Abriss der Mauer, patrouillierende Grenzposten, die Probleme die beispielsweise die Währungsunion mit sich brachte oder die widersprüchlichen Gefühle der Menschen zur neuen gesellschaftlichen Situation.

### Filme des Ministeriums für Auswärtige Angelegenheiten der DDR
Das Ministerium für Auswärtige Angelegenheiten der DDR hat über 500 Dokumentationen im DEFA-Studio für Dokumentarfilme in Auftrag
gegeben. Diese Propagandafilme wurden für die Präsentation im Ausland produziert und in der DDR zumeist nicht öffentlich gezeigt. Die Filme geben Zeugnis der von der DDR-Regierung propagierten Wirklichkeit: vom unbeschwerten gesellschaftlichen Leben, von den guten Beziehungen zu befreundeten kommunistischen Regimen und der beständigen Produktionssteigerung in der Landwirtschaft und in den Fabriken. Sie berichten teilweise aber auch in erstaunlich ehrlicher Weise von den Problemen und Sorgen der Bevölkerung.

### Produktionen der DEFA-Stiftung
Die Produktionen der DEFA-Stiftung bestehen aus Interviews mit Personen, die dem DEFA-Film verbunden sind. Ehemalige Regisseure, Kameramänner und Schauspieler, sowie Gründungsmitglieder erzählen von der Blütezeit bis zur Schließung der Studios.

### DVD-Bonusmaterialien
ICESTORM Entertainment ist mit der Veröffentlichung der DEFA-Filme auf DVD beauftragt. Die dafür produzierten Bonusmaterialien ent
standen in Zusammenarbeit mit der Studio Babelsberg AG und der DEFA-Stiftung und werden teilweise von der defa-spektrum GmbH vertrieben. Hier finden sich spannende Interna aus unterschiedlichen Abteilungen der DEFA-Produktion, Ausschnitte und Fotos aus Bühnenstücken, die nach diesen Filmen entstanden, und Kommentare der mitwirkenden Schauspieler, Regisseure und Kameramänner.
defa-spektrum wird ihr Angebot kontinuierlich ausbauen und weitere themenbezogene Archive in ihren Bestand aufnehmen.

## Sichtung und Überspielung
defa-spektrum stellt Sichtungsgeräte für 35mm, U-matic, Beta SP, DigiBeta, miniDV, DVD und VHS zur Verfügung. Auch private und
kommerzielle Überspielungen eigener oder fremder Materialien von diesen Formaten auf DVD oder VHS können in Auftrag gegeben werden.

## Fotovertrieb
defa-spektrum nimmt den Vertrieb der Fotos aus dem Rechtebestand der DEFA-Stiftung wahr. Hierzu gehören nicht nur Fotos der Dokumentationen aus dem eigenen Lizenzbestand, sondern auch die aller in den DEFA-Studios produzierten Filme. Dies schließt Szenen
bilder, Aushangfotos und Plakate ein.

## Publikationen
Die DEFA-Stiftung ist Herausgeber verschiedener Bücher und anderer Publikationen, die thematisch eng mit der DDR-Filmgeschichte
bzw. mit der DEFA-Filmproduktion verbunden sind. Auch wissenschaftliche Arbeiten, die durch Fördergelder der DEFA-Stiftung entstanden sind, werden publiziert. defa-spektrum ist mit deren Vertrieb beauftragt.

## Verleih
Die Verleihtätigkeit hat defa-spektrum im Dezember 2006 aufgenommen. Ziel dieser Tätigkeit ist deutsche Dokumentar- und Spielfilme, die gegenwartsbezogen zu einer Reise durch Ort und Zeit, zu Menschen und besonderen Begebenheiten einladen, in die Kinos zu bringen. Dabei werden besonders von der DEFA-Stiftung geförderte Projekte ins Auge gefasst.

### Bisherige Filme
- 2010: Die Taube auf dem Dach
- 2009: Ein Teil von mir
- 2009: Hände hoch oder ich schieße
- 2009: Esterhazy (Animationsfilm)
- 2008: Die Frau und der Fremde
- 2008: Ich will da sein – Jenny Gröllmann
- 2007: Was weiß der Tropfen davon
- 2007: Über die Schwelle
- 2007: Preußisch Gangstar
- 2006: Made in GDR